# Hypleurochilus aequipinnis
Hypleurochilus aequipinnis és una espècie de peix de la família dels blènnids i de l'ordre dels perciformes.

## Morfologia
- Els mascles poden assolir 7,5 cm de longitud total.[1][2]

## Reproducció
És ovípar.

## Hàbitat
És un peix marí de clima tropical i associat als esculls de corall.

## Distribució geogràfica
Es troba a l'Atlàntic occidental (des del sud de Florida i les Bahames fins al nord de Sud-amèrica, incloent-hi el Brasil) i l'Atlàntic oriental (el Camerun, Togo, el Senegal i São Tomé).